# رودریک ووستوف
شهاب پیرا(زاده ۸مهر۱۳۸۰نوراباد ممسنی)بازیکن فوتبال اهل ایران در پست مهاجم برای باشگاه فوتبال ذوب اهن در لیگ برتر خلیج فارس بازی میکند